# Джерело № 2 (урочище «Мала»)
Джерело № 2 — гідрологічна пам'ятка природи місцевого значення. Об'єкт розташований на території Тячівського району Закарпатської області, урочище «Мала Уголька».
Площа — 1 га, статус отриманий у 1984 році.